# Instituto Oriental de Chicago
El Instituto Oriental (Oriental Institute [OI]) de Chicago es el museo arqueológico y departamento de investigación para el antiguo Oriente Próximo de la Universidad de Chicago. Fue fundado en 1919.
La sede del Instituto es un edificio mezcla de art déco y arquitectura neogótica, diseñado por las firmas de arquitectos Mayers Murray & Phillip, que fue inaugurado en 1931. El museo contiene obras procedentes de excavaciones en todo el Oriente Próximo, entre las que destacan los Marfiles de Megiddo, tesoros procedentes de las ruinas de Persépolis, un grupo de esculturas mitológicas de Khorsabad —la capital de Sargón II—, y una monumental estatua del faraón Tutankamon.

## Piezas de la colección
- Cabeza de toro colosal del Palacio de las Cien Columnas, de Persépolis, (Dinastía Aqueménida).

## Galería

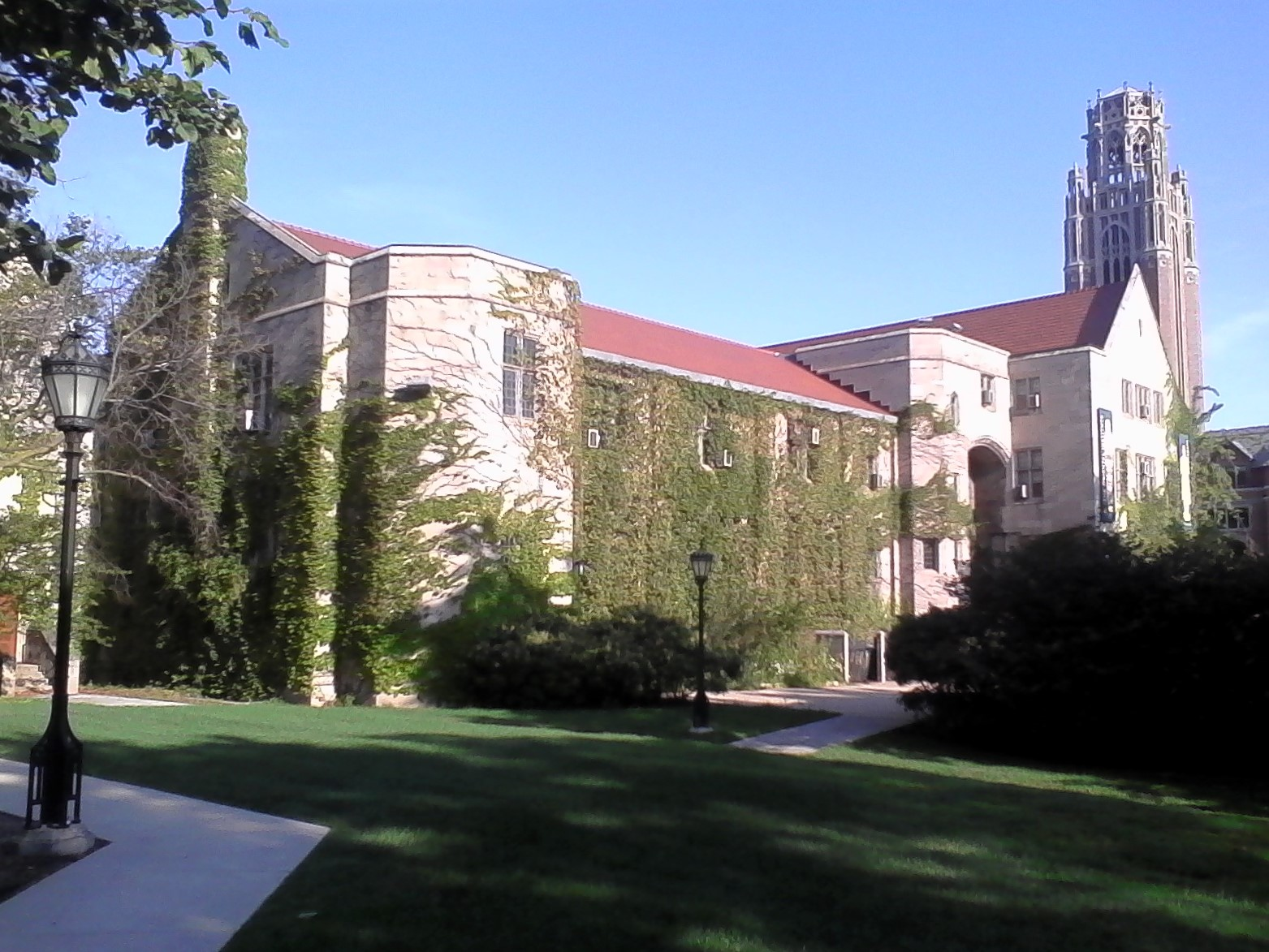
Edificio del Instituto Oriental
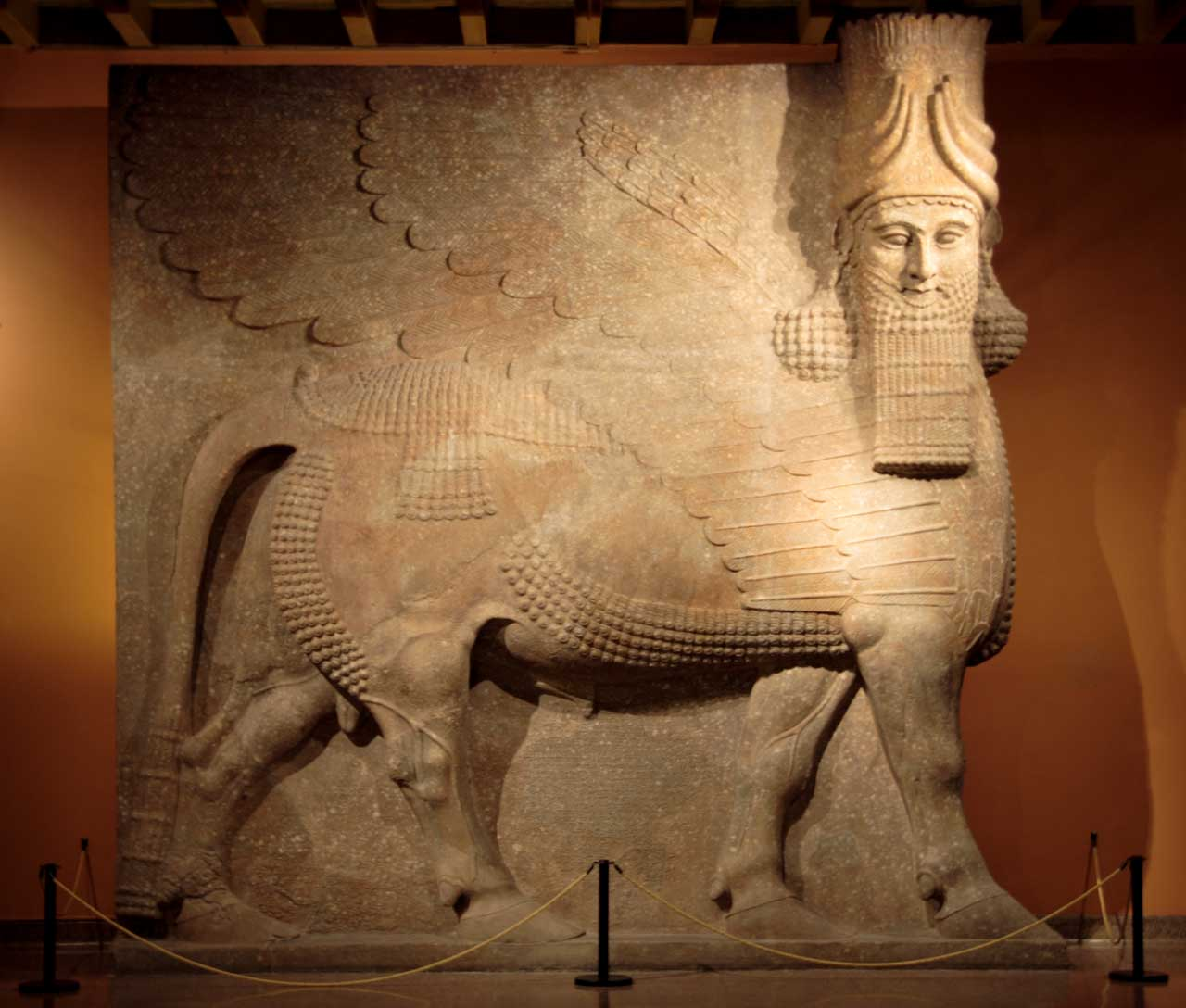
Representación de la asiria Lamasu

- Datos: Q1276053
- Multimedia: Institute for the Study of Ancient Cultures / Q1276053